# Simon Tibbling
Simon Hjalmar Friedel Tibbling (* 7. September 1994 in Stockholm) ist ein schwedischer Fußballspieler.

## Karriere

### Verein
Tibbling trat als Kind dem Verein Grödinge SK nahe Stockholm bei und wechselte zur Saison 2005 zu IF Brommapojkarna. 2010 zog es ihn zu Djurgårgdens IF. Sein Profidebüt gab er am 29. April 2012 beim 1:1 der Allsvenskan-Spielzeit 2012 im Spiel gegen Kalmar FF. In seiner ersten Saison kam er zu 15 Einsätzen und belegte mit Djurgårdens IF den neunten Tabellenplatz. In den folgenden zwei Spielzeiten war Tibbling Stammspieler und belegte mit seinem Verein jeweils den siebten Tabellenplatz.
Anfang 2015 wechselte er in die Niederlande zum FC Groningen. Tibbling kam in allen Rückrundenpartien zum Einsatz und gewann zum Ende der Saison mit der Mannschaft den KNVB-Beker. In der Folgespielzeit spielte er in sechs Partien in der Europa League, aus der man nach der Gruppenphase ausschied, und verpasste in der Liga wie auch in der Saison 2016/17 mit dem FC Groningen die Teilnahme am internationalen Wettbewerb.
Im Juli 2017 wechselte Tibbling nach Dänemark zu Brøndby IF und unterschrieb einen Fünfjahresvertrag. In seiner ersten Saison wurde er Pokalsieger und Vizemeister.

### Nationalmannschaft
Tibbling wurde mit der schwedischen U21-Nationalmannschaft im Jahr 2015 U21-Europameister.